# Чипчейс, Иан
Иан Алан Чипчейс (англ. Ian Alan Chipchase; род. 26 февраля 1952, Hebburn, Тайн-энд-Уир) — британский английский легкоатлет, специалист по метанию молота. Выступал за сборные Англии и Великобритании по лёгкой атлетике в 1970-х годах, чемпион Игр Британского Содружества наций, победитель и призёр ряда крупных международных турниров, участник чемпионата Европы в Риме.

## Биография
Иан Чипчейс родился 26 февраля 1952 года в Хебберне, графство Тайн-энд-Уир. Начиная с 1969 года выступал на юниорских соревнованиях национального уровня по лёгкой атлетике, становился чемпионом Англии и Великобритании среди школьников.
Впервые заявил о себе на международной арене в сезоне 1970 года, когда вошёл в состав британской сборной и выступил на юниорском европейском первенстве в Коломбе, где в зачёте метания молота с результатом 57,76 стал восьмым.
В 1971 году установил юниорский рекорд Великобритании в метании молота — 64,14 метра. Рекорд в итоге продержался восемь лет и был превзойдён Мартином Герваном.
В 1973 году на чемпионате Англии в Лондоне завоевал бронзовую награду, уступив только Ховарду Пейну и Барри Уильямсу. С результатом 70,28	отметился победой на международном турнире в Лейпциге.
В 1974 году с рекордом соревнований 69,56 превзошёл всех соперников на Играх Британского Содружества наций в Крайстчерче, позднее на турнире в Эдинбурге так же одержал победу и установил свой личный рекорд, метнув молот на 71 метр ровно. Благодаря череде успешных выступлений удостоился права защищать честь страны на чемпионате Европы в Риме — в финале показал результат 68,44 метра, закрыв в итоговом протоколе десятку сильнейших.
В 1978 году принял участие в Играх Содружества в Эдмонтоне, где с результатом 64,80 стал шестым.
Впоследствии продолжал выступать на различных региональных турнирах вплоть до начала 1980-х годов, в частности в 1981 году взял бронзу на чемпионате Великобритании в Антриме.
Его жена Дороти Суиньярд тоже добилась успеха в лёгкой атлетике, представляла Англию в метании диска и толкании ядра.